# Pantherophis
Pantherophis — рід неотруйних змій з родини вужеві. Має 9 видів.

## Опис
Загальна довжина представників цього роду коливається від 100 до 250 см. Голова трохи витягнута. Тулуб стрункий, хвіст довгий. Колір шкіри сірий, жовтуватий, оливковий.

## Спосіб життя
Полюбляє вологі листвяні та хвойні ліси, гірську місцину. Зустрічається на висоті до 2500 м над рівнем моря. Харчуються гризунами та ящірками.
Це яйцекладні змії. Самки відкладають від 10 до 15 яєць.

## Розповсюдження
Мешкають у Північній Америці та на Антильських островах.

## Види
- Pantherophis alleghaniensis
- Pantherophis bairdi
- Pantherophis emoryi
- Pantherophis guttatus
- Pantherophis obsoletus
- Pantherophis ramspotti
- Pantherophis slowinskii
- Pantherophis spiloides
- Pantherophis vulpinus